# Вук Вучковић
Вук Вучковић (Панчево, 1986) српски je сликар. 

## Биографија
Дипломирао је сликарство на Факултету ликовних уметности у Београду 2010. године. Члан је УЛУС-а и самостални уметник од 2011. године.
Досадашње стварлаштво обухвата десетак различитих опуса слика и цртежа, од којих се посебно издвајају „Изгубљени рај” (2007—2009), „Фабрика” (2009—2010), „ScanMan” (2010—2012), „Фетиш” (2013—2014), „Kосмички предели” (од 2010) и „Узбудљиви градови” (од 2015). Његови радови увршћени су у колекције Теленора, Рајфајзена, Филип Мориса, Музеја Цептер, колекцији британске и српске краљевске породице, Мајкрософта Београд, Београда на Води, колекцији града Панчева и многим приватним збиркама.
Заједно са својом супругом 2015. године покреће студио „Wolf Art”, који се бави производњом и продајом уметничких принтова по мотивима његових слика. Студио 2019. године оснива „Вучковић награду за младе уметнике Панчева”.

## Најважније награде и признања
- 2019. Новембарска награда града Панчева.
- 2017. Прва награда за слику Ниш Арт фондације Архивирано на веб-сајту  (28. новембар 2020)
- 2012. Награда Ерсте банке за уметност
- 2011. Пет најбољих изложби у 2011. по избору критичара Новости
- 2011. Прва награда за цртеж из фондације Владимира Величковића[2]
- 2011. Посебно признање на међународној изложби „Трансформ”
- 2010. Арт Клиника „Перспективни”[3]

## Самосталне изложбе (избор)
- 2020. „Најбољи од свих могућих светова”, (са Петром Сибиновићем) галерија УЛУС, Београд
- 2019. „Kосмички Предели”, галерија Прогрес, Београд
- 2018. „Вук Вучковић Solo Show”, галерија X Витамин, Београд
- 2017. „Exciting Cities”, галерија Штаб, Београд
- 2016. „Узбудљиви градови”, галерија Бел Арт, Нови Сад
- 2015. „Art port — Jugoexpor”, (са Марком Гавриловићем и Александром Глигоријевићем) Галерија Југоекспорта, Београд
- 2014. „Kunstterapie V.V.V.V.”, (са Венделом Ваштагом), Дом омладине, Дворана Аполо, Панчево
- 2012. „Лауреати награде за цртеж Фондације Владимира Величковића”, (са Симонидом Радоњић и Немањом Николићем) Галерија Хаос, Београд
- 2012. „Пиктограми савременог друштва, изложба слика и цртежа”, Kултурни центар Град, Београд
- 2011. „Завршио сам Ликовну Академију — сада могу да се сликам”, Галерија ФЛУ, Београд

## Колективне изложбе (избор)
- 2019. „100 Година УЛУС-а”, Павиљон „Цвијета Зузорић”, Београд, Србија
- 2018. „Новогодишње Чаролије”, Галаерија УЛУС, Београд, Србија
- 2016. „In Flagranti, Minhen”, Немачка
- 2016. „Између нечега и ничега”, Терминал фестивал, Галерија Музеја, Сомбор, Србија
- 2015. „Diplomatic Art”, Темишвар, Румунија[4]
- 2015. „Europa Paradigma Est 3”, CEI, Трст, Италија[5]
- 2014. „Савремени Српски уметници”, Завичајни музеј града, Ровињ, Хрватска
- 2014. „Трансформације”, Funnel contemporary art, Букурешт, Румунија
- 2013. „What can I not know about you”, Галерија АЛУ, Сарајево, Босна и Херцеговина
- 2013. „Дани мађарског сликарства”, Грахисофт парк, Будимпешта, Мађарска
- 2011. „Трансформ 011”, Музеј иностраних уметности, Софија, Бугарска